# Deucalione e Pirra

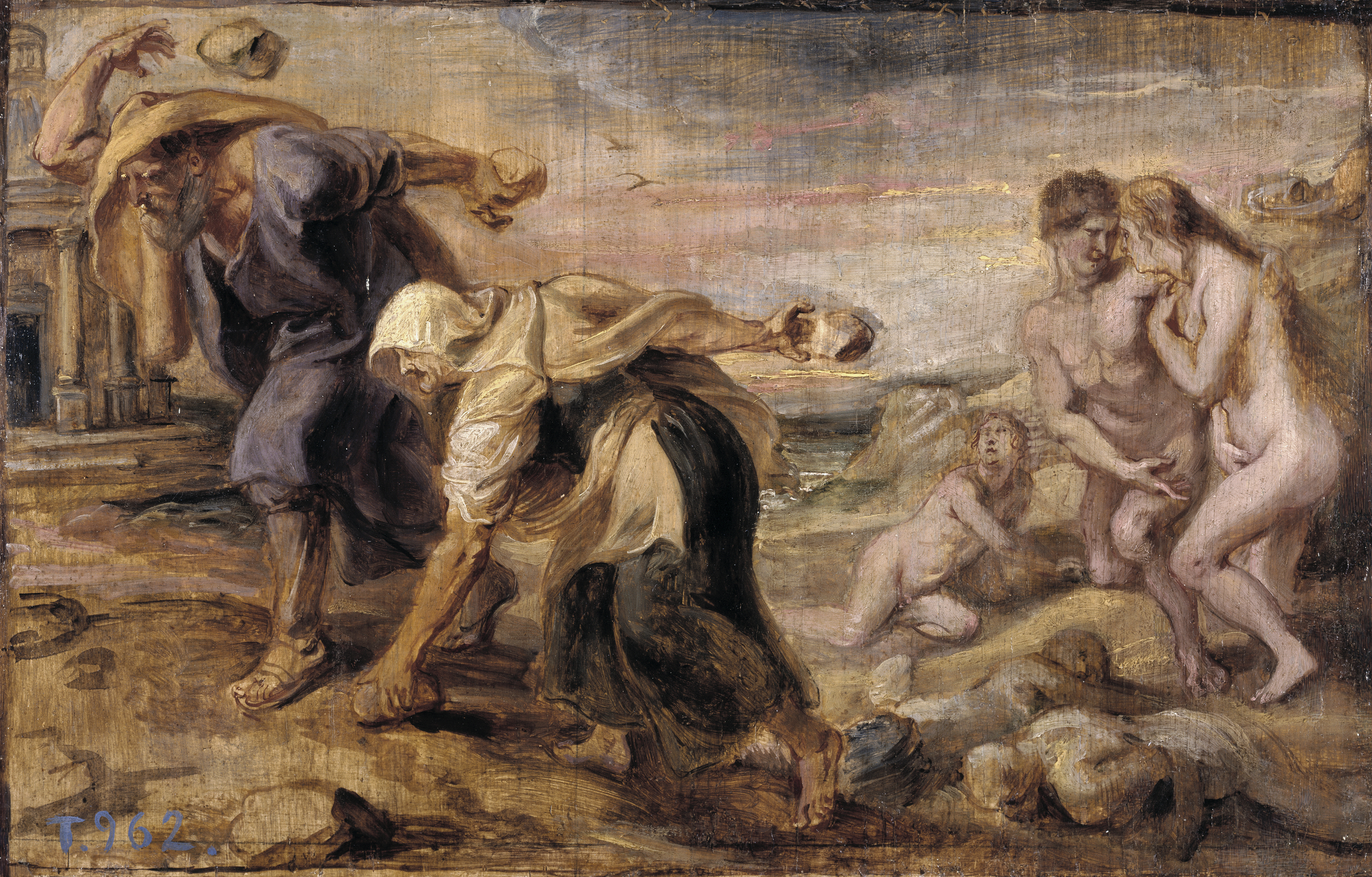
Deucalione e Pirra si gettano pietre alle spalle, dando origine a esseri umani (dipinto di Peter Paul Rubens)

Deucalione e Pirra sono i due protagonisti della variante greca del mito del diluvio universale. 
Deucalione e Pirra, rispettivamente figli di Prometeo ed Epimeteo, erano due anziani coniugi senza figli. Gli dei permisero loro di salvarsi dal diluvio che si sarebbe abbattuto sulla terra in modo che facessero rinascere l'umanità. 
Su ciò che avviene dopo il diluvio esistono due versioni, che comunque portano allo stesso epilogo.
Secondo una prima versione  essi hanno, come premio per la loro virtù, diritto ad un desiderio, ed essi chiedono di avere con loro altre persone. Zeus consiglia allora ai due superstiti di gettare pietre dietro la loro schiena, e queste non appena toccano terra si mutano in persone, in uomini quelle scagliate da Deucalione, in donne quelle scagliate da Pirra.
Secondo un differente racconto l'idea di gettare pietre deriva da una profezia dell'oracolo di Temi, che indicava ai due di lanciare dietro di loro "le ossa della grande madre". Essi comprendono allora che l'oracolo si riferisce alla Terra, ricordiamo che entrambi sono figli di Titani, e che le ossa della Terra sono le pietre, quindi se le lanciano alle spalle e queste si tramutano in uomini e donne ripopolando la terra.
Il mito è spesso collocato nell'Epiro, sull'Etna o in Tessaglia.